# 宋意
宋 意（そう い、生年不詳 - 90年）は、後漢の官僚。字は伯志。本貫は南陽郡安衆県。宋均の族子にあたる。

## 経歴
遼東太守まで上った宋京の子として生まれた。若くして宋京の大夏侯（夏侯勝）『尚書』の学問を受け継いだ。明帝のときに孝廉に察挙され、阿陽侯国の相に抜擢された。建初年間、洛陽に召還されて尚書となった。
章帝は肉親に甘く、叔父の済南王劉康や中山王劉焉をたびたび入朝させたり、弟たちを洛陽に留めて封国に下向させなかったりしていた。宋意がこれらのことを諫めると、章帝は聞き入れた。
88年（章和2年）、鮮卑が北匈奴を撃破すると、南匈奴の休蘭尸逐侯鞮単于がこれに乗じて北伐するよう願い出た。当時竇太后が臨朝称制しており、これを朝廷で議論させると、宋意は北伐に反対し、南匈奴の単于を北方の故地に戻らせて鮮卑と対決させるよう上疏した。南匈奴の単于は結局北方に戻ることはなかった。
宋意は司隷校尉に転じた。89年（永元元年）、大将軍竇憲の兄弟が栄達すると、歩兵校尉の鄧畳や河南尹の王調やもと蜀郡太守の廉范らが竇憲の党与として権勢を振るった。宋意はかれらの非行を和帝に上奏し、このため竇氏とのあいだが険悪になった。90年（永元2年）、宋意は病没した。
孫に宋倶があり、霊帝のときに司空に上った。

## 伝記資料
- 『後漢書』巻41 列伝第31